# Usivka, Zhurivka
Usivka (în ucraineană Усівка) este o comună în raionul Zhurivka, regiunea Kiev, Ucraina, formată numai din satul de reședință.

## Demografie
Componența lingvistică a comunei Usivka
     Ucraineană (94,55%)
     Rusă (2,68%)
     Belarusă (1,05%)
Conform recensământului din 2001, majoritatea populației comunei Usivka era vorbitoare de ucraineană (94,55%), existând în minoritate și vorbitori de rusă (2,68%), armeană (1,44%) și belarusă (1,05%).